# Béthencourt-sur-Somme
Béthencourt-sur-Somme é uma comuna francesa na região administrativa de Altos da França, no departamento de Somme. Estende-se por uma área de 2,87 km². Em 2010 a comuna tinha 132 habitantes (densidade: 46 hab./km²).